# 随县

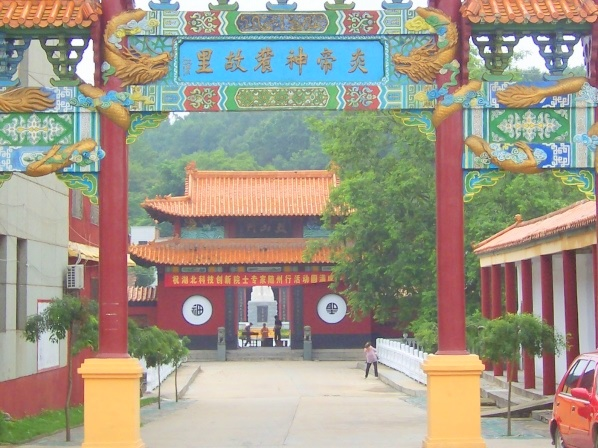
炎帝故里

随县是中国湖北省随州市下辖的一个县，面积5673平方公里，人口63.75万。县人民政府駐厲山鎮。

## 地理
随县位于湖北省西北处，跨北纬31°19′~32°26′，东经12°43′~113°46′，北边与桐柏山相连，南边与大洪山相连。

## 人口
根据随州市第七次全国人口普查公报显示：随县常住人口为637548人，男性人口占比51.52%，女性人口占比48.48%，年龄结构中0-14岁占比17.1%，15-59岁占比58.84%，60岁以上占比24.06%，65岁以上占比17.03%。

## 历史沿革
在战国时期末，楚国消灭随国，建立随县。晋朝时期，随县改为义阳郡。南北朝时期，义阳郡改为随阳郡，后又拆分成随郡、北随郡。北周时期，随郡改为汉东郡。西魏时期，随郡升为随州。隋朝时期，随州改为汉东郡。唐朝时期，汉东郡改为随州。
民国时期，1912年，随州改为随县。抗日战争时期，随县是鄂豫边区抗战的指挥枢纽，中国共产党鄂中省委员会、随枣地区委员会、豫南地区委员会、洪山地区委员会均设在随州境内。鄂豫边区抗敌工作委员会、管辖十三县的国共抗日联合政权在随县均川成立；新四军第五师在随南九口堰建军。第二次国共内战时期，中国共产党江汉区委员会、行署、军区和洪山区委员会、专署、军分区始终设在随县。
1949年5月16日，随县隶属孝感专区。1952年，随县改属襄阳专区（1970年襄阳专区改为襄阳地区）。1955年4月30日，湖北省人民委员会13号命令，撤销洪山县，所属地部分划归随县。1979年11月，经国务院批准，析随县的城关镇和北郊公社设立随州市。1983年8月19日，国务院164号文通知，撤销随县，其区域并入随州市。
2009年5月，经国务院批准，在曾都区划出部分乡镇成立随县。7月29日，随县正式挂牌。

## 行政区划
随县下辖19个镇：
厉山镇、高城镇、殷店镇、草店镇、小林镇、淮河镇、万和镇、尚市镇、唐县镇、吴山镇、新街镇、安居镇、澴潭镇、洪山镇、长岗镇、三里岗镇、柳林镇、均川镇和万福店镇。